# Oswaldella nova
Oswaldella nova is een hydroïdpoliep uit de familie Kirchenpaueriidae. De poliep komt uit het geslacht Oswaldella. Oswaldella nova werd in 1922 voor het eerst wetenschappelijk beschreven door Jarvis. 